# Задача двудольной реализации
Задача двудольной реализации — это классическая задача разрешимости в теории графов. Даны две конечные последовательности натуральных чисел {\displaystyle (a_{1},\dots ,a_{n})} и {\displaystyle (b_{1},\dots ,b_{n})}, спрашивается, существует ли простой двудольный граф такой, что {\displaystyle (a_{1},\dots ,a_{n}),(b_{1},\dots ,b_{n})} являются последовательностями степеней этого двудольного графа.

## Решения
Задача принадлежит классу сложности P. Согласно теореме Гейла — Райзера, для решения данной задачи нужно проверить, что {\textstyle \sum \limits _{i=1}^{n}a_{i}=\sum \limits _{i=1}^{n}b_{i}}, а также что для каждого {\displaystyle k\leq n} верно, что {\textstyle \sum \limits _{i=1}^{k}a_{i}\leq \sum \limits _{i=1}^{n}\min(b_{i},k)}.

## В других обозначениях
Задача может быть поставлена в терминах матриц из нулей и единиц. Если такой двудольный граф существует, то у его матрицы бисмежности суммы столбцов и суммы строк соответствуют {\displaystyle (a_{1},\ldots ,a_{n})} и {\displaystyle (b_{1},\ldots ,b_{n})}. Таким образом, задача может быть сформулирована как поиск 0-1-матрицы для данных сумм столбцов и строк. В классической литературе задача иногда формулируется в терминах таблиц сопряжённости как задача поиска таблицы сопряжённости с заданными маргинальными частотами. Ещё одна формулировка задачи возможна в терминах последовательностей степеней простых ориентированных графов с не более чем одной петлёй в каждой вершине. В этом случае матрица интерпретируется как матрица смежности такого ориентированного графа, и задача формулируется так: «Верно ли, что пары неотрицательных чисел {\displaystyle ((a_{1},b_{1}),\dots ,(a_{n},b_{n}))} соответствуют парам полустепеней захода и исхода некоторого ориентированного графа с не более чем одной петлёй в каждой вершине?»

## Связанные задачи
Аналогичные задачи описывают последовательности степеней простых графов и простых ориентированных графов. Соответствующие задачи известны как задача о реализации графа и задача реализации ориентированного графа.
Задачу двудольной реализации можно также ставить в виде вопроса о том, существует ли подграф полного двудольного графа с заданной последовательностью степеней. В задаче Хичкока необходимо найти подграф с заданными степенями вершин, который при этом также минимизирует сумму цен, заданных для каждого ребра полного двудольного графа. Другим обобщением двудольной реализации является о f-факторе для двудольных графов, в которой подграф, вершины которого обладают заданными степенями, нужно найти у некоторого заданного двудольного графа.
Задача равномерной выборки двудольного графа с фиксированной последовательностью степеней заключается в построении решения задачи двудольной реализации с дополнительным ограничением, что каждое такое решение получается с одной и той же вероятностью. Как показала Катерина Гринхил, эта задача принадлежит классу FPTAS для регулярных двудольных графов без 1-фактора. В дальнейшем Эрдёш с соавторами показали принадлежность данному классу для полурегулярных последовательностей. В случае произвольных двудольных графов задача остаётся нерешённой.